# Astra 1B
Astra 1B (Астра 1B) — європейський телекомунікаційний супутник. Він призначається для ретрансляції радіо-і телепрограм в аналоговому і цифровому форматах.

## Історія
Супутник був створений компанією GE Astra Electronics, яка зараз називається Lockheed Martin Astro Space, на основі платформи GE 5000. Регулярна робота цього супутника почалася 15 квітня 1991 року.

## Зона покриття
- Європа